# ماموهاتو
ماموهاتو (بالإنجليزية: Queen Mamohato of Lesotho)‏ (الاسم الأصلي: تابيتاماسينتل ليروتولي موجالا) كانت ملكة ووصيّة على العرش في ليسوتو، ولدت في 28 أبريل 1941 وتوفيت في 6 سبتمبر 2003.
وكانت زوجة الملك موشوشو الثاني ووالدة الملك ليتسي الثالث. وكانت ثلاث مرات وصيّة على العرش : من 5 يونيو إلى 5 ديسمبر 1970، من 10 مارس إلى 12 نوفمبر 1990 ومن 15 يناير إلى 7 فبراير عام 1996.